# Ragnar Järhult
Ragnar Järhult, född 3 juli 1953 i Kalix, är en svensk författare, journalist, lärare och byggnadsvårdare.
Järhult växte upp i Jönköping och började arbeta som emballerare på Munksjö pappersbruk 1974. Han debuterade som författare 1979 med romanen Omslaget, vilken följdes av Bakslaget 1981. Båda romanerna är socialrealistiska skildringar från pappersindustrin. Järhult kom sedermera att betraktas som arbetarförfattare. Som journalist har han fokuserat på personliga reportage och belönades år 2000 med Guldspaden.
Ragnar Järhult är bror till Johannes Järhult.